# Recidive
Recidive betekent letterlijk herhaling. De term recidive wordt hoofdzakelijk gebruikt waar het gaat om strafbare feiten ofwel: gaan mensen die ooit veroordeeld zijn opnieuw in de fout? Recidivegetallen geven aan in welke mate mensen na een veroordeling in herhaling vallen.
Als iemand na genezing opnieuw dezelfde ziekte krijgt, spreekt men van recidief. In de praktijk, zeker in beroepen waar men met zowel zieke als mensen met een criminele achtergrond te maken heeft, worden beide termen vaak door elkaar gebruikt. De betekenis is dan "terugval in 'oud' gedrag".
Noorwegen heeft met 20% een van de laagste recidivecijfers ter wereld. Gevangenissen in Noorwegen en het Noorse strafrechtsysteem richten zich meer op herstelrecht en rehabilitatie van gevangenen dan op bestraffing. In Nederland bedraagt de recidive 2 jaar na vrijlating uit de gevangenis 47 procent.

## Nederland

### Recidive na detentie
Vanaf 1995 wordt in Nederland bijgehouden hoe vaak veroordeelden die gedetineerd zijn geweest opnieuw een misdrijf plegen waarvoor ze opnieuw in de gevangenis belanden. De recidivegetallen zijn hoog. Uit een onderzoek* uit 2006 van het WODC (Wetenschappelijk Onderzoeks- en Documentatie Centrum - het wetenschappelijk bureau van het ministerie van Justitie) blijkt dat ruim 75 procent van alle volwassenen die een vrijheidsstraf hebben ondergaan in herhaling vallen. Van de jongeren (jonger dan 18 jaar) ligt het getal zelfs, 7 jaar na verblijf in een justitiële jeugdinrichting, rond de 80 procent. Volwassenen die een alternatieve straf hebben gekregen (zoals een taakstraf), recidiveren minder - rond de 45 procent. Onder jongeren met een alternatieve straf ligt het percentage hoger: 55 procent. Opgemerkt moet worden dat mensen die een taakstraf krijgen in het algemeen een minder ernstig delict hebben gepleegd dan mensen die gestraft worden met een vrijheidsstraf. De werkelijke recidive ligt waarschijnlijk hoger dan de beschikbare getallen laten zien. De getallen laten immers alleen mensen zien die opnieuw gepakt zijn. Het rapport waar deze getallen uit komen heet: Strafrechtelijke recidive van ex-gedetineerden, is uitgegeven door het WODC en verscheen in september 2006.

### Wat is van invloed op recidive?
De volgende persoons- en delictkenmerken zijn van invloed op recidive:
- sekse: mannen recidiveren vaker dan vrouwen.
- leeftijd: hoe jonger de ex-gedetineerde, hoe hoger de recidivekans.
- leeftijd bij de eerste veroordeling: hoe jonger bij de eerste strafzaak, hoe hoger het risico.
- aantal eerdere veroordelingen: hoe groter het aantal eerdere strafzaken, hoe hoger de recidivekans.
- type delict: het risico is het grootst na een vermogensdelict zonder gebruikmaking van geweld.

### Veelplegers
Veelplegers zijn criminelen die erg vaak recidiveren. Veelplegers zijn vaak drugsverslaafden die zich keer op keer schuldig maken aan diefstal. Als er plaats is, komen ze terecht in een Inrichting voor Stelselmatige Daders (ISD). Om in aanmerking te komen voor ISD moet iemand de afgelopen vijf jaar ten minste drie keer zijn veroordeeld.

### Recidive en TBS
Ter beschikking gestelden (tbs'ers) komen vrij na behandeling in een justitiële kliniek. Hoewel de buitenwereld vaak anders denkt, ligt het recidivepercentage onder tbs'ers lager dan het algemeen recidivepercentage. Zo'n 36% van de voormalige tbs'ers komt opnieuw in aanraking met justitie voor een delict. In minder dan 7% ging het opnieuw om een zedendelict. Behandelde zedendelinquenten gaan dus fors minder in de fout dan andere delinquenten.

### Reclassering
Er zijn veel organisaties betrokken bij het voorkomen van recidive, één daarvan is de reclassering. Zij moet voorkomen dat de ex-gedetineerde opnieuw in de fout gaat. Vanaf midden jaren negentig is sterk bezuinigd op de reclassering, men moet aantoonbare resultaten halen. Een van de gevolgen van de bezuinigingen is dat de reclassering zich vooral richt op kansrijke ex-gedetineerden. Moeilijke gevallen laat men links liggen omdat zij de getallen negatief beïnvloeden. Volgens wetenschappers verklaart dit deels de toename van de recidivegetallen. Of dat inderdaad zo is, is niet zeker.

## Recidive in het Belgisch strafrecht
In het Belgisch strafrecht spreekt men van wettelijke herhaling, omdat er enkel sprake is van herhaling in de door de wet bepaalde gevallen. Deze wettelijke gevallen zijn:
- misdaad na misdaad;
- wanbedrijf na misdaad;
- wanbedrijf na wanbedrijf;
- overtreding na overtreding.

Het is dus, in tegenstelling tot wat vaak gedacht wordt, niet vereist dat men hetzelfde misdrijf pleegt. Bovendien is vereist dat men het nieuwe misdrijf pleegt nadat men voor het eerste misdrijf is veroordeeld door een in kracht van gewijsde getreden beslissing (d.w.z. niet meer vatbaar voor hoger beroep).
Herhaling heeft bovendien gevolgen voor de voorwaardelijke invrijheidsstelling: 2/3 van de straf moet uitgezeten worden. Ook worden de termijnen van herstel in eer en rechten verdubbeld van 3 - 5 jaar tot 6 - 10 jaar.